# Krześniczka
Krześniczka (do 1945 niem. Chausseekolonie (Neu Wilkersdorf)) – wieś w Polsce położona w województwie lubuskim, w powiecie gorzowskim ziemskim, w gminie Witnica.
W latach 1975–1998 miejscowość administracyjnie należała do województwa gorzowskiego.

## Toponimia
Niemiecka nazwa Chausseekolonie pochodzi od Chaussee (z franc. chaussée) „szosa” i Kolonie „kolonia”. Oboczna nazwa Neu-Wilkersdorf wywodzi się od nazwy sąsiedniej wsi Wilkersdorf, obecnie Krześnica oraz od neu „nowy”.
Nazwa na przestrzeni wieków: Wilkersdorf 1857; Chausseekolonie (Neu-Wilkersdorf) 1944.